# Бухинино
Бухинино — деревня в Великоустюгском районе Вологодской области.
Входит в состав городского поселения Красавино, с точки зрения административно-территориального деления — в Красавинский сельсовет.
Расположена при федеральной автодороге А123. Расстояние до районного центра Великого Устюга по ней — 26 км, до центра муниципального образования Красавино по прямой — 1 км. Ближайшие населённые пункты — Красавино, Коробовское, Королёво, Подгорье, Новая Деревня.
По переписи 2002 года население — 398 человек (189 мужчин, 209 женщин). Всё население — русские.